# Adoxophyes honmai
Adoxophyes honmai es una especie de polilla del género Adoxophyes, tribu Archipini, subfamilia Tortricinaem con distribución en Japón, descrita por Tosiro Yasuda en 1998 y publicada en Transactions of the Lepidopterological Society of Japan 49: 164.

## Plaga
Es una de las plagas más importantes de las plantas de té en Japón. Se han utilizado pesticidas sintéticos para controlar esta polilla, pero están asociados con una serie de problemas, incluidos el desarrollo de resistencia a los pesticidas. Se ha descubierto que Adoxophyes honmai nucleopolyhedrovirus causan una mortalidad generalizada en poblaciones de estas polillas, por lo que se están desarrollando como posibles agentes de control biológico.